# Juanes MTV Unplugged
Juanes MTV Unplugged is een akoestisch live-optreden uit 2012, door de Colombiaanse popzanger Juanes. Het is uitgebracht als DVD en als album in 2012. Het is opgenomen in Miami in mayo 2012. Het wordt gezien als een van zijn beste live-optreden en maakte de weg vrij voor het succesvolle cross-over album Mi Sangre.

## Track list

### DVD
- Fíjate Bien – Juanes
- La Paga – Juanes
- Nada Valgo Sin Tu Amor – Juanes
- Es Por Tí – Juanes
- Todo en Mi Vida Eres Tú – Juanes
- A Dios le Pido – Juanes
- Hoy Me Voy (featuring Paula Fernandes) – Juanes
- Volverte a Ver – Juanes
- La Camisa Negra – Juanes
- Azul Sabina (featuring Joaquín Sabina)
- Para Tu Amor
- La Señal – Juanes
- Me Enamora – Juanes
- Odio por Amor – Juanes